# 2 for Good
2 for Good war eine deutsche Eurodance-Gruppe.

## Bandgeschichte
2 for Good  war die Nachfolgeband von 3-o-Matic. Sie bestand aus den ehemaligen 3-o-Matic-Mitgliedern Nancy Rentzsch (heute: Nancy Baumann) und Tanja Geuder. Sie traten auf der „World in Motion“-Tour von Nancys Lebensgefährten DJ Bobo (René Baumann) als Supportact auf. DJ Bobo produzierte auch ihre Songs You and me und I’ll Be Waiting for You mit. Ebenfalls beteiligt war Axel Breitung, der an beiden Liedern als Songwriter beteiligt war. Die beiden Singles erschienen über Virgin Records. You and Me erreichte Platz 40 der österreichischen Charts. Einen weiteren Auftritt hatte die Band am 3. Mai 1997 bei der zweiten Ausgabe der Musiksendung The Dome.

## Diskografie
| Jahr | Titel Album | Höchstplatzierung, Gesamtwochen, AuszeichnungChartsChartplatzierungen (Jahr, Titel, Album, Platzierungen, Wochen, Auszeichnungen, Anmerkungen) | Anmerkungen |
| Jahr | Titel Album | AT | Anmerkungen |
| ---- | ----------- | --- | ----------- |
| 1997 | You and Me  | AT40 (1 Wo.)AT |             |

Weitere Single:
- 1997: I’ll Be Waiting for You